# Gondreville (Meurthe y Mosela)
 Gondreville  es una población y comuna francesa, en la región de Lorena, departamento de Meurthe y Mosela, en el distrito de Toul y cantón de Toul-Nord.

## Demografía
| 1311 | 1274 | 1476 | 1592 | 2145 | 2215 |
| Para los censos de 1962 a 1999 la población legal corresponde a la población sin duplicidades (Fuente: INSEE [Consultar]) |      |      |      |      |      |